# Stadionul Trans-Sil
Stadionul Trans-Sil – wielofunkcyjny stadion w rumuńskim mieście Târgu Mureș. Odbywają się na nim głównie mecze piłki nożnej z udziałem drużyny ASA Târgu Mureș. Został oddany do użytku w 2008 roku. Przed sezonem 2010/2011 ukończono rozbudowę trybun stadionu. Obecnie mogą one pomieścić do 8200 widzów.